# Catolé do Rocha
Catolé do Rocha este un oraș în Paraíba (PB), Brazilia.